# Cuphodes didymosticha
Cuphodes didymosticha är en fjärilsart som beskrevs av Turner 1940. Cuphodes didymosticha ingår i släktet Cuphodes och familjen styltmalar. Inga underarter finns listade i Catalogue of Life.